# اومو، هوکایدو
اومو، هوکایدو (به لاتین: Ōmu, Hokkaido) یک منطقهٔ مسکونی در ژاپن است که در Okhotsk Subprefecture واقع شده‌است. اومو  ۵٬۱۳۲ نفر جمعیت دارد.